# Rabiu Kwankwaso
Rabiu Musa Kwankwaso (Kwankwaso, Nigéria colonial, 21 de outubro de 1956), mais conhecido como Rabiu Kwankwaso é um engenheiro, servidor público e político nigeriano que serviu como governador do estado de Cano por dois mandatos, senador por Cano entre 2015 e 2019 e ministro da Defesa da Nigéria durante o governo do ex-presidente Olusegun Obasanjo entre 2003 e 2006.

## Histórico
Em 2015, concorreu sem sucesso às primárias do Congresso de Todos os Progressistas para a escolha do candidato presidencial do partido para a eleição presidencial de 2015, tendo sido derrotado à época por Muhammadu Buhari, que viria a eleger-se presidente da Nigéria no referido pleito.
Kwankwaso, então, desfiliou-se do APC em 2018 e voltou a filiar-se ao Partido Democrático do Povo, onde havia permanecido de 1998 a 2014. Neste mesmo ano, disputou novamente sem sucesso as primárias para a escolha do candidato presidencial do partido na eleição presidencial de 2019, tendo sido derrotado dessa vez por Atiku Abubakar, que viria a perder a disputa para o presidente em exercício reeleito Muhammadu Buhari.
Em 2022, Kwankwaso desfiliou-se do PDP e filiou-se ao Novo Partido dos Povos da Nigéria, tornando-se logo o líder nacional do NNPP em vista de gozar de amplo apoio popular na sua base eleitoral em estado de Cano e em toda a Região Norte do país, sendo visto pelos analistas políticos nigerianos como um líder populista carismático.
Em 18 de agosto de 2022, anunciou oficialmente sua candidatura à presidência do país na eleição presidencial de 2023. No referido pleito, terminou a disputa na 4.ª colocação, sendo o candidato mais votado somente no estado de Cano. No total, Kwankwaso obteve 1 496 687 votos, o equivalente a 6.23% dos votos válidos.